# François Berthelot
François Berthelot, bekend onder zijn artiestennaam Paco, is een Franse zanger.
Berthelot is geboren in Vietnam en bracht zijn jeugd door in Andorra en het Franse Toulouse voordat hij verhuisde naar Parijs. Geïnspireerd door zangers als Alain Souchon, Ibrahim Ferrer en Omara Portuondo ambieerde hij ook een carrière in de wereldmuziek. In 1984 zet hij met een vriend een productiebedrijf op waarmee hij met name muziek voor reclames maakt.
In 1988 neemt hij een cover op van het Argentijnse lied "Que nadie sepa mi sufrir", dat in Frankrijk met name bekend is in Édith Piafs uitvoering "La Foule". Zijn versie heeft dezelfde tekst en titel, "Amor de mis Amores", als de cover van Julio Iglesias uit 1981. Het nummer wordt in veel landen in 1989 een grote zomerhit. In Frankrijk staat het vijf weken op nummer 1. In de Nederlandse Top 40 wordt de tiende plek gehaald, en ook in België en Zwitserland is het een hit.
Zeker buiten Frankrijk was Paco een echte eendagsvlieg. In 1997 bracht Paco een album, "Noche Gitana", uit maar dit leverde hem weinig aandacht op. Vijf jaar later ging hij naar Cuba om daar, met Cubaanse muzikanten, een nieuw album, "Manufacturado En Cuba", op te nemen, wederom zonder veel succes. Sindsdien werkt Berthelot weer achter de schermen binnen zijn productiebedrijf.

## NPO Radio 2 Top 2000
Van François Berthelot stond alleen Amor de mis amores in 2000 in de NPO Radio 2 Top 2000, op plek 1957.